# 앨 조이너
앨프레드릭 ("앨") 앨폰조 조이너(Alfredrick ("Al") Alphonzo Joyner, 1960년 1월 19일 ~ )는 전 미국의 육상 선수이자, 1984년 로스앤젤레스 올림픽 세단뛰기 금메달리스트이다.
일리노이주 이스트 세인트루이스에서 태어난 조이너는 재키 조이너 커시의 오빠이자, 플로렌스 그리피스 조이너의 남편이었다.
아칸소 주립 대학교에서 수학하면서 세단뛰기 시합에 나가 "단물"이라는 별명이 붙었다.
로스앤젤레스 올림픽에서 17.26m(56 피트 7.5 인치)를 도약한 조이너는 80년 만에 세단뛰기 종목을 우승한 첫 미국 선수가 되었다. 그해에 짐 소프상을 수상하였다.
2000년 8월 18일 캘리포니아 대학교 로스앤젤레스의 육상 팀 브루인의 여성 도약 팀 코치를 맡았다. 코치 활약을 하면서 플로조 공동체 부여 설립과 파이널 킥 마케팅 그룹을 지휘하기도 하였다.
아칸소 주립(1993), 일리노이 주(1997), 아칸소주(1999)의 스포츠 명예의 전당에 헌액되었다.